# جون كيني (ممثلة)
جون كيني (بالإنجليزية: June Kenney)‏ هي ممثلة أمريكية، ولدت في 6 يوليو 1933 في بوسطن في الولايات المتحدة.

## وصلات خارجية
- جون كيني على موقع IMDb (الإنجليزية)
- جون كيني على موقع قاعدة بيانات الفيلم (الإنجليزية)